# هارفي إليوت وايت
هارفي إليوت وايت (بالإنجليزية: Harvey Elliott White) هو فيزيائي أمريكي، ولد في 28 يناير 1902 في باركرسبورغ في الولايات المتحدة، وتوفي في 3 أكتوبر 1988 في موديستو في الولايات المتحدة.